# Liste der Naturdenkmale in Neschwitz
Die Liste der Naturdenkmale in Neschwitz nennt die Naturdenkmale in Neschwitz im sächsischen Landkreis Bautzen.

## Definition
„Naturdenkmäler sind rechtsverbindlich festgesetzte Einzelschöpfungen der Natur oder entsprechende Flächen bis zu fünf Hektar, deren besonderer Schutz erforderlich ist
1. aus wissenschaftlichen, naturgeschichtlichen oder landeskundlichen Gründen oder
2. wegen ihrer Seltenheit, Eigenart oder Schönheit.“

## Liste
Link zu einem Kartenansichtstool, um Koordinaten zu setzen.
| Bild | Bezeichnung                        | Lage                                          | Beschreibung | Datum | Nummer |
| ---- | ---------------------------------- | --------------------------------------------- | ------------ | ----- | ------ |
| BW   | Quellflur Luga                     | Luga (51° 14′ 52″ N, 14° 21′ 6,7″ O)          |              |       | BZ038  |
| BW   | Zwei Eichenwäldchen Lomske         | Lomske (51° 15′ 50,6″ N, 14° 18′ 10,2″ O)     |              |       | BZ043  |
| BW   | Zwei Eichenwäldchen Lomske         | Lomske (51° 15′ 43,4″ N, 14° 18′ 9,6″ O)      |              |       | BZ043  |
| BW   | Drei-Mädel-Teich                   | Pannewitz (51° 14′ 8,1″ N, 14° 18′ 22,2″ O)   |              |       | BZ053  |
| BW   | Klumpatschwiesen Holscha           | Holscha (51° 16′ 11,4″ N, 14° 20′ 54,5″ O)    |              |       | BZ080  |
| BW   | Linden-Roßkastanienallee Luga      | Luga (51° 15′ 13,2″ N, 14° 20′ 53,8″ O)       |              |       | B091   |
| BW   | Auwaldrest Neschwitz               | Neschwitz (51° 16′ 26,2″ N, 14° 19′ 56,4″ O)  |              |       | BZ092  |
| BW   | Baumreihe am Südrand von Pannewitz | Pannewitz (51° 13′ 54,9″ N, 14° 19′ 7,7″ O)   |              |       | BZ094  |
| BW   | Eiche Holschdubrau                 | Holschdubrau (51° 16′ 39,6″ N, 14° 21′ 46″ O) |              |       | 263    |